# Луисвил (Айдахо)
Вижте пояснителната страница за други значения на Луисвил.
Луисвил (на английски: Lewisville) е град в окръг Джеферсън, щата Айдахо, САЩ. Луисвил е с население от 467 жители (2000) и обща площ от 1,6 km². Намира се на 1463 m надморска височина. ЗИП кодът му е 83431, а телефонният му код е 208.